# Preterintenzione
La preterintenzione (dal latino 'praeter intentionem') nel diritto penale è un istituto rappresentativo del contesto fattuale in cui l'agente agisce dolosamente per commettere un reato, ma da questa sua condotta finisce per prodursi involontariamente un reato diverso e più grave di quello voluto: "– dati l'agente A, l'evento minore B, l'evento maggiore C –, la relazione caratteristica della preterintenzione può essere descritta come segue: (1) A vuole B. (2) A causa C. (3) C è maggiore di B. Per la proprietà transitiva, se tra A e B c'è un nesso psichico, tra A e C c'è un nesso materiale, tra B e C c'è un nesso di valore, allora tra A e C deve esserci un nesso psichico, sia pure diverso da quello – diretto – che esiste tra A e B."
Questa progressione criminosa  preterintenzionale, casisticamente cosmopolìta, viene generalmente ricondotta alla dottrina del versàri in re illicita, ed ha una storicità nel diritto penale romano, in quello canònico  e nel diritto intermèdio.
Fatta eccezione di alcuni sistemi penali in cui è stata relegata a mera circostanza di reato, in genere la preterintenzione risulta(va) eretta a criterio imputativo della responsabilità giuridica (ad esempio: accanto a dolo e colpa) come presupposto necessario per la configurabilita' di un autonomo titolo di reato (come nel caso del codice penale italiano). Una distinzione dagli effetti rilevanti: considerare l'evento preterintenzionale come circostanza importerebbe, in genere, la sottoposizione della stessa al giudizio di bilanciamento con le altre circostanze e all'esposizione dei relativi effetti giuridici; viceversa, considerare l'evento preterintenzionale come elemento costitutivo di un'autonoma fattispecie preterintenzionale implica la sottrazione a detto giudizio di bilanciamento circostanziale. Inoltre, con specifico riguardo ai reati a progressione criminosa praeter intentionem "la distinzione tra circostanza aggravante ed elemento costitutivo di un delitto autonomo non è affatto semplice e lineare, poiché occorre considerare il dato letterale, il dato sistematico e il dato funzionale (in relazione all'omogeneità o meno del bene giuridico tutelato). L'applicazione combinata di tali criteri offre la risposta alla problematica in esame. Invero, all'indomani della L. 19/1990, che ha riscritto parte dell'art. 59 c.p., il regime dell'applicabilità delle circostanze è fortemente cambiato e, al fine di renderlo compatibile col principio di colpevolezza della responsabilità penale, le circostanze aggravanti sono soggette ad un'imputazione soggettiva (vengono, quindi, applicate soltanto se conosciute dall'agente ovvero ignorate per colpa o ritenute inesistenti per errore determinato da colpa), mentre quelle attenuanti sono soggette ad un'imputazione oggettiva (vengono, quindi, applicate anche se non conosciute o ritenute inesistenti per errore da parte dell'agente). Detta novità legislativa ha influito molto sulla questione dei delitti aggravati dall'evento, ottenendo come effetto quello di preferire l'interpretazione degli eventi ulteriori e più gravi del delitto quali circostanze aggravanti, piuttosto che quali elementi costitutivi di un'autonoma fattispecie di delitto; infatti, le circostanze sono definibili quali elementi accessori che arricchiscono la fattispecie-base del medesimo delitto. Si pensi, ad esempio, all'evento morte o lesioni come conseguenza non voluta del reato di abuso dei mezzi di correzione di cui all'art. 571 c.p., del reato di abbandono di minori o incapaci di cui all'art. 591 c.p., del reato di omissione di soccorso di cui all'art. 593 c.p., del reato di aborto preterintenzionale di cui all'art. 18 L. 194/1978: tutte ipotesi in cui l'evento morte o le-sioni viene interpretato come circostanza aggravante, stante soprattutto l'offensività ai medesimi beni giuridici tutelati dalla fattispecie-base del delitto. Discorso differente può essere effettuato in relazione all'evento morte o lesioni come conseguenza non voluta del delitto di maltrattamenti in famiglia di cui all'art. 572 c.p., il quale viene interpretato dai più come elemento costitutivo di un'autonoma fattispecie di reato, in quanto posto a protezione di beni giuridici eterogenei rispetto a quelli tutelati dalla fattispecie-base del medesimo delitto. In merito ai delitti aggravati dall'evento non si può fare una disamina a priori valida per tutti, in quanto è pur sempre necessaria una valutazione in concreto caso per caso attraverso l'applicazione congiunta dei suddetti criteri letterale, sistematico e funzionale, cosicché soltanto un'attività del genere può condurre alla qualificazione degli eventi ulteriori non voluti, che conseguono alla condotta voluta e realizzata dall'agente, come circostanze aggravanti o come elementi costituitivi di delitti autonomi preterintenzionali, latamente intesi e ricostruiti in modo conforme ai dettami costituzionali della necessaria personalità e colpevolezza della responsabilità penale."
Nell'ordinamento italiano il Codice penale all'art. 43, 1° comma, definisce un delitto (anche se alcuni autori preferiscono parlare di 'reato' potenzialmente comprensivo di eventuali contravvenzioni praeter intentionem: per non fossilizzarsi nella ristretta rubricalita' e testualita' degli articoli 42 e 43 c.p. italiano ché è legge ordinaria) come preterintenzionale, o alternativamente oltre l'intenzione, "quando dall'azione od omissione deriva un evento dannoso o pericoloso più grave di quello voluto dall'agente".
Il codice penale italiano, pertanto, come altri codici penali stranieri – ad esempio quelli somalo (Art. 24. "is preterintentional or beyond the intent, where the harmful or dangerous event arising from the act or omission is more serious than the one desired by the offender".) ecuadoriano (Art. 26. "Responde por delito preterintencional la persona que realiza una acción u omisión de la cual se produce un resultado más grave que aquel que quiso causar, y será sancionado con dos tercios de la pena.") colombiano (Art. 24. "The behavior is preterintentional when its outcome, being predictable, exceeds the intent of the agent."), del Nuevo León (Art. 29. "Obra preterintencionalmente, cuando por la forma y medio de ejecución se acredite plenamente que el resultado excedió el propósito del activo; en este caso podrá disminuirse la pena hasta las dos terceras partes de la sanción a imponer por el delito cometido."), della Baja California (e di altri stati messicani tra cui Durango e Zacatecas) e dell'Uruguay (Art. 18. "El hecho se considera...ultraintencional cuando el resultado excede de la intención, siempre que tal resultado haya podido ser previsto".)  – non dà la definizione di un concetto autonomo di 'preterintenzione' (inteso come tertium genus: ad es. la risalente teoria della 'volontà lambente' del De Marsico), ma si limita a descrivere la struttura del 'delitto preterintenzionale': confermando il portato dei principî logici, psico-giuridici, neurogiuridici, neuroscientifici e della neuro-psico-colpevolezza sull'insussistenza ontologica d'un atteggiamento psicologico diverso dal volere (dolo) e dal non volere (colpa): la “filosofia della psicologia” più autorevole ha smascherato funditus ogni commistione occultatrice tra l'avere un’intenzione, il conoscere per osservazione e il conoscere praticamente, il volere agire intenzionalmente e l'agire con un’intenzione.
L'assunto d'inelaborabilità d'un fattivo criterio psicologico diverso da dolo e colpa, non è smentita dalla dogmatica più autorevole e risalente (Feuerbach): "Noi abbiamo in rapporto alla lesione giuridica effettivamente verificatasi il completo concetto della colpa e, precisamente, della colpa per negligenza: un'azione esteriore dalla quale senza intenzione nel soggetto è derivato per cause naturali un evento antigiuridico e rispetto alla quale l'agente ha visto il nesso causale della sua azione coll'evento accaduto. Ma questa azione avviene con un'intelligenza dolosa: I'autore volle compiere con la medesima un reato, quantunque non quello che è effettivamente avvenuto. Quella colpa è pertanto fondata dal dolo (<<durch Dolus begründet>>): in uno stesso delitto sono uniti fra loro, per quanto per ragioni diverse, dolo e colpa. Il delinquente è in dolo in riguardo alla lesione giuridica che egli vuole compiere, è in colpa in riguardo alla lesione giuridica che è avvenuta senza la sua intenzione: è in dolo perchè egli immediatamente vuole una certa lesione giuridica, è in colpa perchè egli, con questa dolosa intenzione, intraprende un'azione che determinò secondo le leggi della natura e i principi della probabilità, un'altra lesione giuridica più grave. Il caso del dolus indirectus è perciò soltanto una specie di colpa e, in luogo del termine dolus indirectus, sarebbe meglio di tutto servirsi della terminologia culpa dolo determinata."
E l'impossibilita' di teorizzare una figura psico-criminogena diversa dal dolo e dalla colpa, non è smentita dalla mera combinazione di dolo e colpa per come recepita in taluni codici penali vigenti: tra i quali l'art. 32 c.p. costaricano allorche' specifica la composta struttura psicologica della 'Preterintención' (intesa come dolo misto a colpa): "Obra con preterintención quien realiza una conducta de la cual se deriva un resultado más grave y de la misma especie que el que quiso producir, siempre que este segundo resultado pueda serle imputado a título de culpa;" così come pure, anche se in modo più sfumato, nell'art. 19 del codice penale brasiliano:  "Pelo resultado que agrava especialmente a pena, só responde o agente que houver causado ao menos culposamente."
Del resto, in Italia sono rimaste tuttora incompiute le proposte dottrinali di un terzo criterio imputativo da aggiungere a Dolo e Colpa; e solo abbozzate nella letteratura scientifica  le ipotesi di sostituire/modificare la preterintenzione contenuta del codice penale italiano vigente, attingendo alla francese Mise en danger délibérée (Deliberata messa in pericolo), o alla Recklessness anglosassone (Condotta sconsiderata), o ancora alla tedesca Leichtfertigkeit (una particolare colpa grave): in tutte e tre le ipotesi l'evento sviluppatosi casisticamente oltre l'intenzione (praeter intentionem), ad una proiezione logico-empirica finiva per essere imputato tramite una responsabilità oggettiva mascherata (occultata).
L'ordinamento italiano riconosce rubricativamente il solo omicidio preterintenzionale all'art. 584 c.p.: più correttamente si tratta (tecnicamente) di una uccisione preterintenzionale: "l'azione per la quale una persona perde la vita fu commessa non già coll'intenzione di darle la morte, ma con altra nemica intenzione" (Francesco Carrara); peraltro riprodotto, anche nella rubrica, nei codici penali colombiano (Art. 105 c.p. Homicidio preterintencional), guatemalese (Art. 126 c.p.  Homicidio preterintencional) e somalo (Art. 441 c.p. Preterintentional Homicide); mentre altri codici, come quelli francese (art. 222-7 c.p.), belga (art. 401 c.p.), olandese (art. 302 c.p.), austriaco (§ 86 Stgb) e tedesco (§ 227 Stgb), riproducono solo la progressione di dolose violenze/lesioni causanti morte involontaria, lasciando alla letteratura scientifica l'individuazione del carattere 'praeter intentionem', e che difatti per i sistemi di common law è ricaduta sull'Involuntary manslaughter  e sulla categoria del felony murder: "Se John commette un felony, e cioè un grave delitto, e da questo deriva la morte di Jim, John è responsabile della più grave forma di omicidio (murder) anche se la morte di Jim non era da lui né prevista né prevedibile. È un po' il nostro omicidio preterintenzionale, ma molto più severe sono le pene previste per il felony-murder nei paesi di common law."
La dottrina, tuttavia, ritiene che nell'ordinamento italiano ulteriori fattispecie preterintenzionali in senso lato, possano rinvenirsi pacificamente nell'art. 593-ter c.p. (che peraltro trova una corrispondenza – ma con aggiuntive rubriche espresse – nell'articolo 138 codice penale del Guatemala e nell'articolo 267 c.p. boliviano) e opinabilmente nella categoria dei 'reati aggravati dall'evento' (opinabilita' condivisa, solo per citarne alcuni,  dai corrispondenti reati qualificati dal risultato dei codici penali tedesco e francese); ad esempio, nell'articolato del R.D. 16/03/1942 n. 267 la letteratura specializzata ha rilevato un reato di bancarotta societaria 'preterintenzionale', e la stessa riferendosi agli artt. 42 e 43 c.p. italiano, ha fugato ogni potenziale obiezione ermeneutica, ribadendo che è ormai "[...] pacifico che, al pari della «previsione espressa» del delitto colposo, anche quella del delitto preterintenzionale non va intesa come necessità di una «previsione esplicita», ben potendo desumersi [...] da un assetto strutturale inequivocabilmente conforme".
Non solo, secondo uno dei 'padri' del codice penale italiano del 1930, anche l'art. 587 c.p. (abrogato con legge 5 agosto 1981, n. 442,) "prevedeva, nella seconda ipotesi del secondo capoverso, un distinto titolo di omicidio preterintenzionale (e non una semplice attenuante)". Inoltre, sul piano dell'inevitabile 'dialogo interpretativo' tra norme di parte generale (articoli 42 e 43 c.p. italiano) e norme di parte speciale (art. 584 c.p. italiano), la dottrina ha ribadito che "La maggior ampiezza della categoria normativa definita nell'art. 43 c.p. rispetto alla fattispecie di omicidio preterintenzionale risulta non solo dal 'contesto generale' della realizzazione di un evento 'più grave' di quello voluto [...] ma da un preciso riferimento testuale: [...]. È chiaro che il legislatore non ha inteso riferirsi ad una singola figura criminosa, bensì ad una vera e propria categoria di reati, e l'evento più grave secondo la norma generale può essere anche 'di pericolo', laddove invece l'evento del delitto di omicidio preterintenzionale è evidentemente di danno."
Non inedita è poi la distinzione tra preterintenzionalità omogenea e disomogenea: nel primo caso la progressione criminosa preterintenzionale lederebbe un bene giuridico della stessa natura (ad esempio, l'incolumità fisica con lesioni/percosse e morte: come nel caso dell'art. 584 c.p. italiano); nella preterintenzione disomogenea, invece, il bene leso con il reato doloso di base sarebbe di natura differente rispetto al bene leso con l'evento involontario prodottosi praeter intentionem e causalmente collegato a detto reato base, come nella fattispecie dell’art. 586 c.p. italiano (ad es. la dolosa cessione di sostanze di stupefacenti che lede sicuramente il bene della salute pubblica, e la morte involontaria che ne segue e che lede il differente bene dell'incolumita' fisica): nell'art. 586 c.p.  l'evento morte o lesioni non voluto dall'agente "viene allo stesso imputato poiché trova il suo fondamento nel decorso causale avviato dal delitto doloso commesso dal medesimo agente, cosicché deve essere preliminare l'accertamento della sussistenza del rapporto di causalità tra la condotta voluta dall'agente e l'evento morte o lesioni non voluto, ma realizzatosi come conseguenza del suo comportamento assistito da dolo. In merito all'accertamento dell'esistenza del nesso causale, occorre verificare se in concreto sono intervenuti fattori causali interruttivi del nesso di causalità, ossia fattori causali sopravvenuti da soli sufficienti ex art. 41, co. 2, c.p. a provocare l'evento morte o lesioni, recidendo in via totale e definitiva il decorso eziologico innescato dalla realizzazione del delitto doloso da parte dell'agente. In particolare, deve trattarsi di fattori eccezionali, eccentrici, del tutto e assolutamente imprevedibili da parte dell'agente: valutazione da condurre attraverso il parametro dell'agente modello razionale eiusdem condicionis et professionis, rispetto all'agente reale, e calato nella situazione concreta. Soltanto successivamente all'accertamento della presenza del nesso causale tra il delitto doloso voluto e l'evento morte o lesioni, verificatosi come sua conseguenza, si può indagare il fondamento dell'imputazione al soggetto agente dell'evento non voluto dal medesimo" (tema discusso dalla letteratura specializzata).
Detta distinzione tra preterintenzione omogenea e disomogenea trova 'cittadinanza' anche nella letteratura scientifica di taluni sistemi penali di lingua spagnola.
La preterintenzione, inoltre, nello suo sviluppo fattuale potrebbe commistionarsi con l'aberratio ictus e con l'aberratio delicti: commistionabilita' che continua ad essere controversa nella dottrina e giurisprudenza italiane. Difatti, "Secondo l'opinione dominante, nell'ipotesi in cui si cagioni involontariamente la morte di una persona diversa da quella designata come vittima delle condotte dolose di lesioni o percosse, si integrerebbe il reato di omicidio preterintenzionale aberrante secondo lo schema che segue: in una prima fase si imputa ex art. 82 c.p. il reato di lesioni o percosse realizzato in danno di Caio, anziché di Tizio (o solo di Tizio); in una seconda fase si imputa ex art. 584 c.p. la morte di Caio che è derivata dal reato di lesioni o pecosse (Cass. 26 marzo 2019, n.13192; Cass. 14 dicembre 1999, n. 2146). Questa impostazione troverebbe conferma nel dato letterale della norma, il quale non richiede espressamente che la vittima dell'omicidio coincida con quella degli atti aggressivi. In senso contrario alla sussistenza del reato di omicidio preterintenzionale aberrante si è rilevato che la ratio dell'art. 584 c.p. è quella di tutelare la vita di una determinata persona fisica da tutte quelle condotte che, aggredendo l'incolumità fisica della nedesima, ne potrebbero cagionare anche la morte. Pertanto, il requisito dell'identità tra vittima dell'omicidio e quella dei reati base dovrebbe essere implicitamente compreso nel nesso di rischio che fonda la cd. tipicità preterintenzionale, atteso che la condotta dolosa attiva un rischio illecito e specifico solo nei confronti della vittima di percosse o lesioni. In questa ipotesi, quindi, si configurerebbe più correttamente l'omicidio colposo per la morte della persona diversa, in concorso formale con le percosse o le lesioni (tentate o consumate) commesse nei confronti della vittima designata." Quanto al rapporto tra l'aberratio delicti (art. 83 c.p. italiano)  e l'omicidio preterintenzionale (art. 584 c.p. italiano), questo "potrebbe essere assimilato al rapporto rispettivamente tra genus e species, in quanto l'art. 83 c.p. rappresenterebbe l'ipotesi generale di discrasia tra il voluto e il realizzato, riferendosi alla imputabilità al soggetto agente dell'evento diverso da quello voluto, così come indicato nella rubrica di tale ultima norma. In realtà, aldilà di detta rubrica dell'art. 83 c.p., per una tesi, di cui è doveroso dar conto, quest'ultimo non può essere considerato quale disposizione generale nell'ipotesi di difformità tra il voluto e il realizzato dall'agente, poiché l'aberratio delicti richiede in modo specifico ed esplicito che la richiamata difformità sia causata da un errore nell'uso dei mezzi di esecuzione del delitto oggetto di precisa volizione dell'agente. L'errore nei mezzi di esecuzione è una peculiarità dell'art. 83 c.p. che, di fatto, impedirebbe di elevarlo a genus di tutte le ipotesi previste dalla legge penale in cui si verifica una discrasia tra il voluto e il realizzato, tra cui rientra senza dubbio anche il delitto di omicidio preterintenzionale di cui all'art. 584 c.p."
L'istituto del reato preterintenzionale non si ritiene commistionabile con la figura del c.d. concorso anomalo di cui all'art. 116 c.p. italiano. Quest'ultimo articolo, infatti, disciplina un'ipotesi "in cui al concorrente viene addebitato il reato diverso voluto da taluno degli altri concorrenti se é conseguenza della sua azione o omissione, con il correttivo, al secondo comma, per il quale se il reato commesso è più grave di quello voluto, la pena è diminuita riguardo al soggetto che volle il reato meno grave, e con il correttivo, individuato da dottrina e giurisprudenza, della necessaria prevedibilità e logicità in concreto dello sviluppo del decorso causale che provoca l'evento diverso non voluto. Al contrario, nel delitto di omicidio preterintenzionale, qualora venga realizzato nella forma del concorso di più persone, l'evento morte viene addebitato a tutti i concorrenti (secondo la regola dell'imputazione soggettiva basata sulla prevedibilità ed evitabilità ex ante ed in concreto del decesso della vittima), nonostante nessuno di loro lo abbia voluto. Ebbene la Suprema Corte ha ritenuto non applicabile all'omicidio preterintenzionale l'ipotesi prevista dall'art. 116, co. 2, c.p. in quanto trattasi di una forma attenuata di concorso configurabile solo nell'ipotesi in cui il concorrente, che si vuole anomalo, abbia voluto un reato diverso da quello voluto dagli autori materiali e concretamente attuato. Nell'omicidio preterintenzionale, invece, l'evento morte non è voluto da nessuno dei concorrenti: tutti vogliono le lesioni o le percosse, onde tutti devono rispondere della morte che eventualmente consegua all'aggressione voluta (la questione è stata affrontata dapprima da Cass. 8394/1981 e 12111/1987 e le sentenze successive sono conformi). Infatti, è configurabile il concorso di persone nel delitto di omicidio preterintenzionale quando vi è la partecipazione, materiale o morale, di più soggetti attivi nella condotta diretta a percuotere o lodere una persona senza la volontà di provocarne la morte e vi sia un evidente rapporto di causalità tra tale condotta e l'evento mortale (Cass. 12413/2014)."

## Il criterio di imputazione
L'art. 42 c.p. italiano delineando i criteri di imputazione fornisce la legittimazione fondativa alle varie teorie che si sono proposte per spiegare la struttura della preterintenzione più performante.
Il comma 2 di tale articolo, invero, recita che "nessuno può essere punito per un fatto preveduto dalla legge come delitto, se non l'ha commesso con dolo, salvi i casi di delitto preterintenzionale o delitto colposo espressamente preveduti dalla legge".
Al vertice dei criteri imputativi soggettivi, dunque, sta il dolo: criterio soggettivo per eccellenza, la cui sussistenza importa la punibilità per ogni reato, cui seguono gli ulteriori e distinti criteri della preterintenzione e della colpa, la cui punibilità è possibile per reati che siano tipizzati come punibili in presenza di tali coefficienti soggettivi; tipizzazione che prescinderebbe dalla letterale aggettivazione 'preterintenzionale' (o similia), essendo invece sufficiente l'individuazione della progressione praeter intentionem ermeneuticamente ricavabile dal complessivo testo della disposizione normativa.
In via residuale l'art. 42 c.p. italiano prevede il modello della responsabilità oggettiva: "La legge determina i casi nei quali l'evento è posto altrimenti a carico dell'agente, come conseguenza della sua azione od omissione"; si tratta di una responsabilità oggettiva  perimetrata dalla cd. 'valvola di sicurezza' di cui all'art. 45 c.p.: che elimina ogni forma di responsabilità penale per casi fortuiti o di forza maggiore. E nei casi di reati concretamente sviluppatesi praeter intentionem –ancora sprovvisti di un vincolo normativo richiedente una colpevolezza dolosa/colposa del reato preterintenzionale – gioca un ruolo essenziale l'accertamento del contenuto del nesso causale sussistente tra il delitto doloso di base e l'evento preterintenzionale (e quindi la relativa scelta sull'adozione alternativa di un speculare modello di: imputazione oggettiva dell'evento, ovvero di causalità adeguata,  o di causalità condizionalistica, oppure di causalità umana, o ancora di causalità scientifica): "tanto più povera dal punto di vista contenutistico è l'imputazione causale, tanto più la figura della responsabilità oggettiva è indiziata di essere contraria al dettato costituzionale. Per converso, tanto più contenutisticamente ricca è la nozione di causalità che viene presupposta, tanto più la figura della responsabilità oggettiva risulta rispettosa dei principi costituzionali."
Il riferimento alla necessità di avere figure di reato preterintenzionale espressamente previste dalla legge, seguita ad essere presente anche nei codici penali somalo (Art. 23. "[...] 2. No one may be punished for an act or omission deemed by law to be a crime unless he has done it with criminal intent, except in cases of preterintentional crimes or crimes committed with culpa which are expressly provided by law 124 P.C.]. [...].,"  colombiano (Art. 21. "The conduct is intentional, culpable or preterintentional. Guilt and preterintention are only punishable in the cases expressly indicated by the law.") e costaricano (Art. 30. "Nadie puede ser sancionado por un hecho expresamente tipificado en la ley si no lo ha realizado con dolo, culpa o preterintención."); ed anche nell'articolo 121-3 c.p. francese è richiesta l'espressa previsione nel testo normativo per i reati diversi da quelli dolosi ("Il n'y a point de crime ou de délit sans intention de le commettre.Toutefois, lorsque la loi le prévoit, il y a délit en cas de mise en danger délibérée de la personne d'autrui [...]".), a cui segue il riferimento d'esclusione d'un determinato titolo di illiceita' penale nel caso di incidenti fattori di 'forza maggiore'  ("Il n'y a point de contravention en cas de force majeure"), completato poi con il generale portato normativo dell'art. 122-2 c.p. francese ("N'est pas pénalement responsable la personne qui a agi sous l'empire d'une force ou d'une contrainte à laquelle elle n'a pu résister". ).

## Struttura e giurisprudenza
L'enunciazione normativa offerta dall'art. 43 c.p. italiano pone in evidenza il rapporto sussistente fra una condotta umana tipica, un evento voluto ed un evento non voluto lesivo (o di messa in pericolo).
Si tratta dunque di una fattispecie complessa, che la dottrina e la giurisprudenza scelgono di ricostruire come la sovrapposizione di un reato di base, caratterizzato da dolo, ed un successivo evento non voluto, causalmente riconducibile all'azione o all'omissione dell'agente, e di cui si stabilisce la rimproverabilità a quest'ultimo.
Il titolo in base al quale tale evento ulteriore è ritenuto rimproverabile all'agente è il problema centrale che caratterizza l'analisi dogmatica del fenomeno – strutturale indi casisticamente planetario – del reato a progressione 'preterintenzionale' nella ricercata convivialità col principio di colpevolezza, ed esistono quattro principali linee di pensiero:
La prima, facendo riferimento alla irreversibile natura ontologica dell'istituto, avvalorata dalle verifiche empiriche della letteratura scientifica di diritto comparato, identifica la preterintenzione come un’ipotesi di dolo misto a responsabilità oggettiva: l’evento voluto è considerato doloso, quello non voluto (causalmente collegato alla condotta dolosa) è imputabile a responsabilità oggettiva. Sarebbe, infatti, empiricamente controproducente snaturare la preterintenzione (de iure condito o de iure condendo) con modelli incapaci di assicurare – nell'impatto applicativo degli operatori del diritto – l'ossequio uniforme ed affidabilmente ripetitivo ai principi costituzionali e sovranazionali in materia di colpevolezza e di eguaglianza, se si prescinde dalle categorie della tassativita', precisione e determinatezza dei precetti normativi: ad esempio, con riguardo all'articolo 584 c.p. italiano, nell'attività giurisprudenziale a distanza di pochi mesi Tizio è stato destinatario di un'interpretazione (dolo unitario) con effetti applicativi opposti rispetto a quelli prodotti da quella riservata a Caio (dolo misto a colpa).
La seconda – in Italia dopo la giurisprudenza costituzionale sull'art. 27 della Costituzione ("Il principio di colpevolezza – quale delineato dalle sentenze n. 364 e n. 1085 del 1988 di questa Corte - si pone non soltanto quale vincolo per il legislatore, nella conformazione degli istituti penalistici e delle singole norme incriminatrici; ma anche come canone ermeneutico per il giudice, nella lettura e nell'applicazione delle disposizioni vigenti.") e quella delle Sezioni Unite n. 22676/2009,  in Germania compiutamente con Feuerbach (e teleologicamente dall'art. 1 della Costituzione tedesca) e in altri paesi (anche) col recepimento dei lavori del Congresso Internazionale di Amburgo – la ricostruisce come dolo misto a colpa: l’evento minore si ritiene commesso con dolo, quello più grave e involontario sarebbe imputabile a colpa; e senza scadere in contraddizioni logiche sui precetti normativi: "Il dovere di cautela, in quanto norma d'obbligo sottostante ad ogni ipotesi di delitto colposo deve, infatti, ritenersi inerente a qualsiasi condotta, lecita o illecita: anche nell'esecuzione del reato, incombe sull'autore il dovere di non produrre, mediante una condotta sconsiderata, eventi ulteriori, rispetto a quello intenzionalmente perseguito, che una condotta più accorta avrebbe potuto evitare."                   In questo modo, nei reati di omicidio preterintenzionale solo quelli che mettono a rischio il bene vita, ed intermedi tra l'omicidio volontario e l'omicidio colposo, giustificherebbero una disciplina penale speciale; con un adeguato quadro sanzionatorio per come richiesto "dal principio di uguaglianza." (Claus Roxin).
La terza teoria – rilevata la diffusa utilizzazione della fattispecie normativa strutturata con preterintenzione nella pratica giudiziaria, indi eretta a criterio imputativo 'jolly' nelle speculari     fattispecie 'ricettacolo' normate con formule aperte e sovrainterpretabili, in caso di difficoltà probatorie per la soluzione dei casi concreti (specie se connotati da particolari istanza di giustizia vittimologica), e condividendone la conciliabilita' con i principi dello stato dei diritti (Se il diritto penale avvisa D che questa sarà la conseguenza, i requisiti dello stato di diritto sono soddisfatti.) – ritiene il reato codificato a schema 'preterintenzionale' compatibile con il principio di colpevolezza, e senza bisogno di esporsi alle critiche del 'delinquere con cautela' (c.d. 'delinquente modello') sofferte dal modello del 'dolo misto a colpa'.
Questo orientamento, infatti, con riguardo all'ordinamento italiano sostiene che il rischio del più grave evento involontario (o preterintenzionale) prodottosi risulta assorbito nel danno (o pericolo di danno) che si arreca alla vittima con la condotta dolosa, così che in tal modo non rileverebbe la possibile violazione dei parametri di prudenza, diligenza e perizia relativamente all’evento preterintenzionale: il delitto preterintenzionale si classificherebbe come reato progressivo: un delitto minore che si sviluppa in uno maggiore, nel quale il primo resta assorbito; si tratterebbe però di una progressione obbiettiva: non è la condotta delittuosa che nella progressione 'preterintenzionale' assorbe il meno (come invece accade nella progressione comune), ma sarebbe la materiale realtà fattuale che nel suo sviluppo praeter intentionem, si esaurisce nel superamento causale di se stessa.
Quest’ultimo orientamento, etichettato come 'teoria del dolo unitario', pare avviato a diventare dominante nella giurisprudenza italiana in tema di omicidio preterintenzionale: la prevedibilità dell’evento morte non voluto verrebbe assorbita nell’intenzione di risultato della condotta base tesa a ledere/percuotere (del resto, per esperienza empirica "da atti diretti a percuotere o a ledere [...] potrebbe oggettivamente derivare la morte contro la stessa volontà dell'aggressore."); e senza che ciò violi l'art. 27 Cost.: la valutazione relativa alla prevedibilità dell'evento preterintenzionale sarebbe insita nella stessa previsione legislativa (artt. 43 e 584 c.p. italiano), "essendo assolutamente probabile che da una azione violenta contro una persona possa derivare la morte della stessa" (Cass., Sez. V, 9 maggio 2022, n. 18396, c.d. caso Cucchi). E la dottrina prova a spiegare le ragioni di preferibilita' di detta teoria rispetto alle altre linee di pensiero opposte: sottolineando che "alla preterintenzione non può far difetto il requisito della prevedibilità", e che detta prevedibilità "non può dipendere da una commistione con la colpa". Detta dottrina, invero, ritiene questa teoria come l'unica in grado di conviviare preterintenzione e principio di colpevolezza, fugando ogni possibile fallacia interpretativa: "L'errore ermeneutico è dunque dovuto al travisamento della categoria (idea) di prevedibilità, per la colpa (concetto), che è una specie del genere elemento psicologico. Ma se la prevedibilità va codificata in un carattere (negligenza, imprudenza, etc.) necessario del delitto colposo, perchè l'evento si verifica contro l'intenzione, questa necessità non esiste nel delitto preterintenzionale, a fronte dell'intenzione del risultato della condotta".
Infine, la quarta tesi ritiene inevitabile abrogare il criterio imputativo della preterintenzione, in quanto inutile e complicatorio, disciplinando i fatti concreti a progressione criminosa 'preterintenzionale' tramite il concorso formale di reati: condannare l'agente per un reato doloso in concorso con il reato involontario prodottosi 'preterintenzionalmente' e causalmente collegato. Coloro che ne propongono l'abolizione criticano soprattutto l'eccessivo carico sanzionatorio previsto dagli ordinamenti in cui sono normate le fattispecie astratte di reati preterintenzionali: in quanto detto trattamento sanzionatorio verrebbe ad essere entitativamente troppo vicino a quello riservato ad un reato interamente doloso, indi allontanandosi dal trattamento penale viceversa riservato ai tradizionali casi di concorso tra reato doloso e reato colposo.
Tuttavia, anche la proposta soluzione di punire l'autore di un solo reato preterintenzionale mediante la condanna per due reati – il reato base voluto (la condotta volontaria) in concorso col reato colposo (l'evento preterintenzionale) causalmente  collegato –, non mostra di reggere uniformemente all'impatto applicativo della giurisprudenza dei paesi in cui è stato adottata (Svizzera, Svezia, Spagna etc.): se ovviamente non vi sono stati problemi per fondare la responsabilità dolosa della condotta volontaria realizzativa del reato base (ad esempio: lesioni o percosse), viceversa la condanna della responsabilità colposa dell'evento più grave e non voluto (continuando nell'esempio: la morte preterintenzionale) causalmente collegato al predetto reato (nell'esempio: lesioni/percosse), risulta sovente fondata nella colpa presunta (una responsabilità oggettiva mascherata/occultata). Inoltre, vi sono sempre i problemi di eguale trattamento sanzionatorio e di proporzionalità della pena rispetto alle altre ipotesi di concorso di reati doloso di percosse/lesioni e di omicidio colposo che non si sviluppano in una unitaria e 'naturale' progressione  'preterintenzionale'; infatti, in Svizzera, per esempio, fermo il principio di responsabilità per dolo o colpa (art. 12 c.p.), in applicazione delle regole sul concorso di reati (art. 49 c.p.) al reato doloso di lesioni (artt. 122-123 c.p.) e alla causalmente collegata morte dovuta a colpa (art. 117 c.p.), il giudice dovrebbe infliggere la pena per il reato più grave aumentandone la durata "secondo alcune regole precise. Tuttavia, poiché tale aggravamento contrasta con il principio di proporzionalità tra colpa e pena, il Tribunale federale ha sviluppato un concetto restrittivo di negligenza, caratterizzato da un rafforzamento del requisito della prevedibilità del danno."
In italia, la necessità di adeguare il codice penale vigente in materia di preterintenzione al principio di colpevolezza di cui all'art. 27 cost., in alcune commissioni di riforma ha condotto a proporre di normativizzare il c.d. modello del dolo misto a colpa (sia il Progetto Riz ex art. 40 c.p. che il Progetto Grosso ex art. 31 c.p.), viceversa in altre commissioni di riforma (Progetto Nordio ex art. 22 c.p. e Progetto Pisapia ex art. 13 comma 1 lett. f) si è accolta la soluzione già vigente in Svezia, Spagna e Svizzera:  sottoporre esplicitamente le ipotesi di reati sviluppatesi praeter intentionem alle regole generali sul concorso formale tra un reato doloso (l'ex delitto base) ed un reato colposo (l'ex evento preterintenzionale).In altri ancora come "[...] il progetto di codice penale redatto dalla Commissione Pagliaro nel 1992 [...si] riconfigura la reponsabilità oggettiva come delitto colposo aggravato dall'aver commesso il fatto mediante una condotta dolosa, [...]  la soluzione implica, ovviamente, la coessenziale abolizione dell'attuale disciplina del concorso eterogeneo di circostanze che, all'art. 69 c.p., consente, mediante giudizio di prevalenza e di equivalenza, di porre nel nulla le aggravanti." Propositi, tuttavia, archiviati allo stadio embrionale di meri progetti di riforma, senza mai tradursi in legge riformativa.
L'inconcludenza del legislatore italiano è stigmatizzata dalla dottrina: sottolineandosi la necessità di ripensare (almeno) il trattamento sanzionatorio attualmente previsto dall'art. 584 c.p., in quanto per come è adesso "si avvicina troppo al minimo previsto per l'omicidio doloso;"
Inoltre, quest'ultima dottrina mette in evidenza il pericolo che si celerebbe nella proposta radicale di abrogare la preterintenzione sostituendola con un mero concorso di reati: "al di là delle problematicità legate all'individuazione della pena per una malattia la cui esatta entità è spesso oscurata dal sopraggiungere pressoché immediato dell'evento mortale, significherebbe decretare la cancellazione dell'illecito preterintenzionale; con l'esito di una prevedibile, se non 'automatica', dilatazione degli spazi applicativi dell'omicidio volontario per dolo eventuale"; del resto, la dottrina comparatistica ha già avvertito sulla diffusa difficoltà distintiva tra preterintenzione (dol dépassé) e dolo eventuale: "A vrai dire, les tentatives de distinction opérées par la doctrine, surtout étrangère, laissent perplexes en raison de leur caractère particulièrement sibyllin, lié à la complexité de l’analyse psychologique réclamée de la part du juge. On en a déduit, à juste titre pensons-nous, qu’une telle théorie ne permettait pas de mettre en lumière des critères opératoires et qu’elle faisait fi des difficultés de la preuve. Au surplus, il devient très difficile de dissocier clairement dol éventuel et dol indéterminé ou dépassé, ce qui explique d’ailleurs, rétrospectivement, la confusion souvent faite entre tous ces concepts".